# Záhorská Ves
Záhorská Ves (bis 1948 slowakisch „Uhorská Ves“ – bis 1927 „Uhorská Ves pri Morave“; deutsch Ungeraiden und Ungereigen, ungarisch Magyarfalu – bis 1882 Magyarfalva) ist eine Gemeinde im äußersten Westen der Slowakei. Sie liegt direkt an der Grenze zu Österreich an der March, gegenüber Angern an der March, etwa 15 km von Malacky und 35 km von Bratislava entfernt.
Der Ort wurde schon 1301 erwähnt, erscheint dann aber erst wieder 1557 in den Aufzeichnungen. In der zweiten Hälfte des 16. Jahrhunderts siedelten sich kroatische Kolonisten im Ort an. 1870 wurde eine Zuckerfabrik eröffnet, sie war zeitweilig die größte der Welt und wurde 1947 geschlossen.
Zwischen Angern und der Gemeinde befindet sich ein Grenzübergang, dieser wird von einer Fahrzeugfähre bedient, die Personen und Fahrzeuge bis zu einem zulässigen Gesamtgewicht von 7,5 Tonnen übersetzt. Pläne eine Autobrücke über die March – um Záhorská Ves und Angern in Niederösterreich zu verbinden – zu bauen, wurden 2015 aufgrund einer negativen Kosten-Nutzen-Rechnung verworfen.
Hier befindet sich auch der westlichste Punkt der Slowakei. Er liegt an einem Mäander der March an den Koordinaten: 48° 22′ 50″ N, 16° 49′ 59,5″ O. Die Entfernung zum östlichsten Punkt bei Nová Sedlica am Hang von Berg Kremenez beträgt etwa 428 km (Luftlinie).
Oskar Maria Graf setzte in seinem Roman „Der Abgrund“ (überarbeitet „Die gezählten Jahre“) der kleinen Ortschaft ein Denkmal: Nach der Niederschlagung der Februarkämpfe 1934 erreichte eine Gruppe von flüchtenden Schutzbündlern aus Wien-Floridsdorf das Dorf und erhielt Asyl: „Uherskaves heißt der kleine Ort. Man schrieb den 16. Februar 1934.“

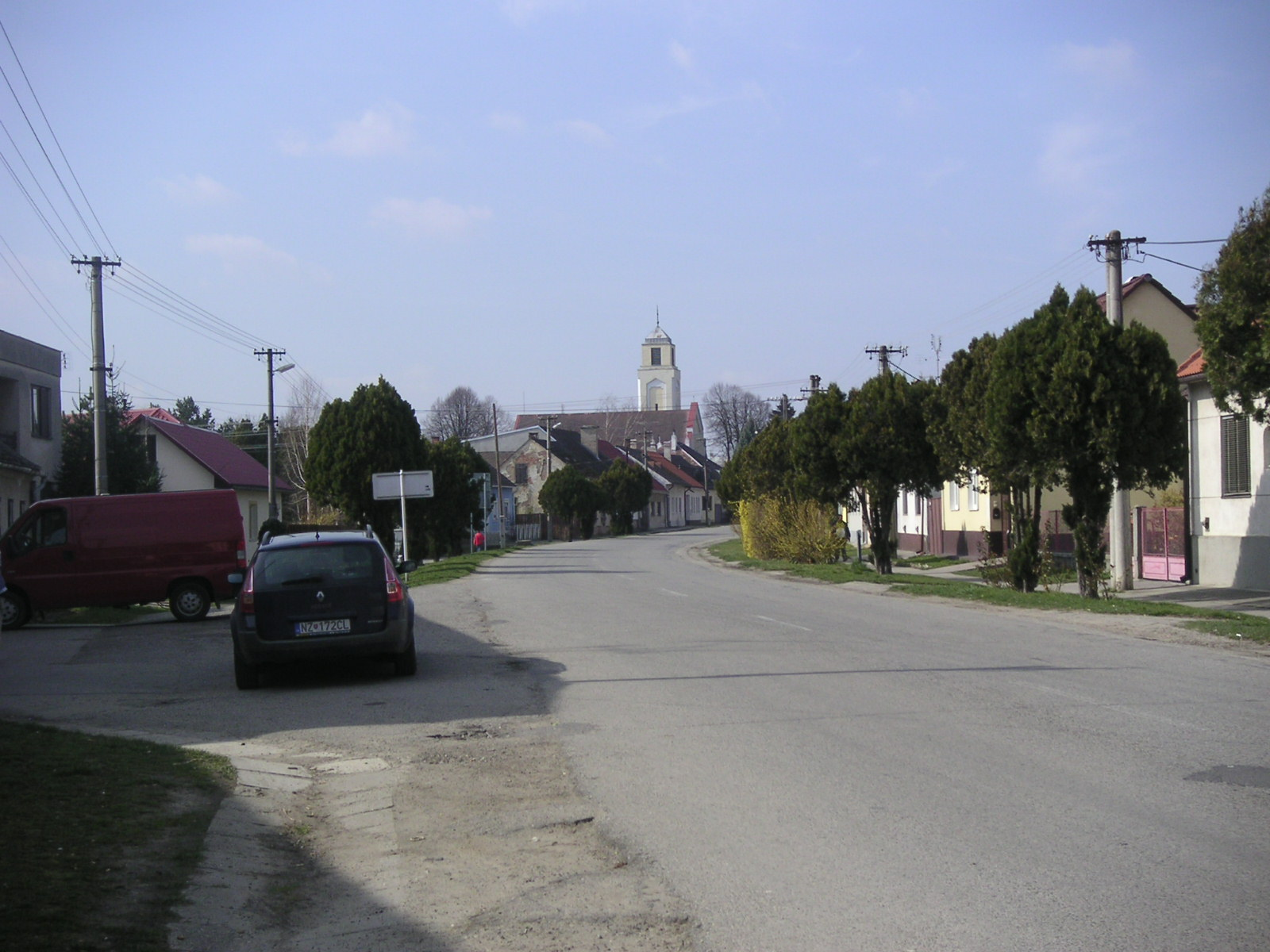
Blick in den Ort
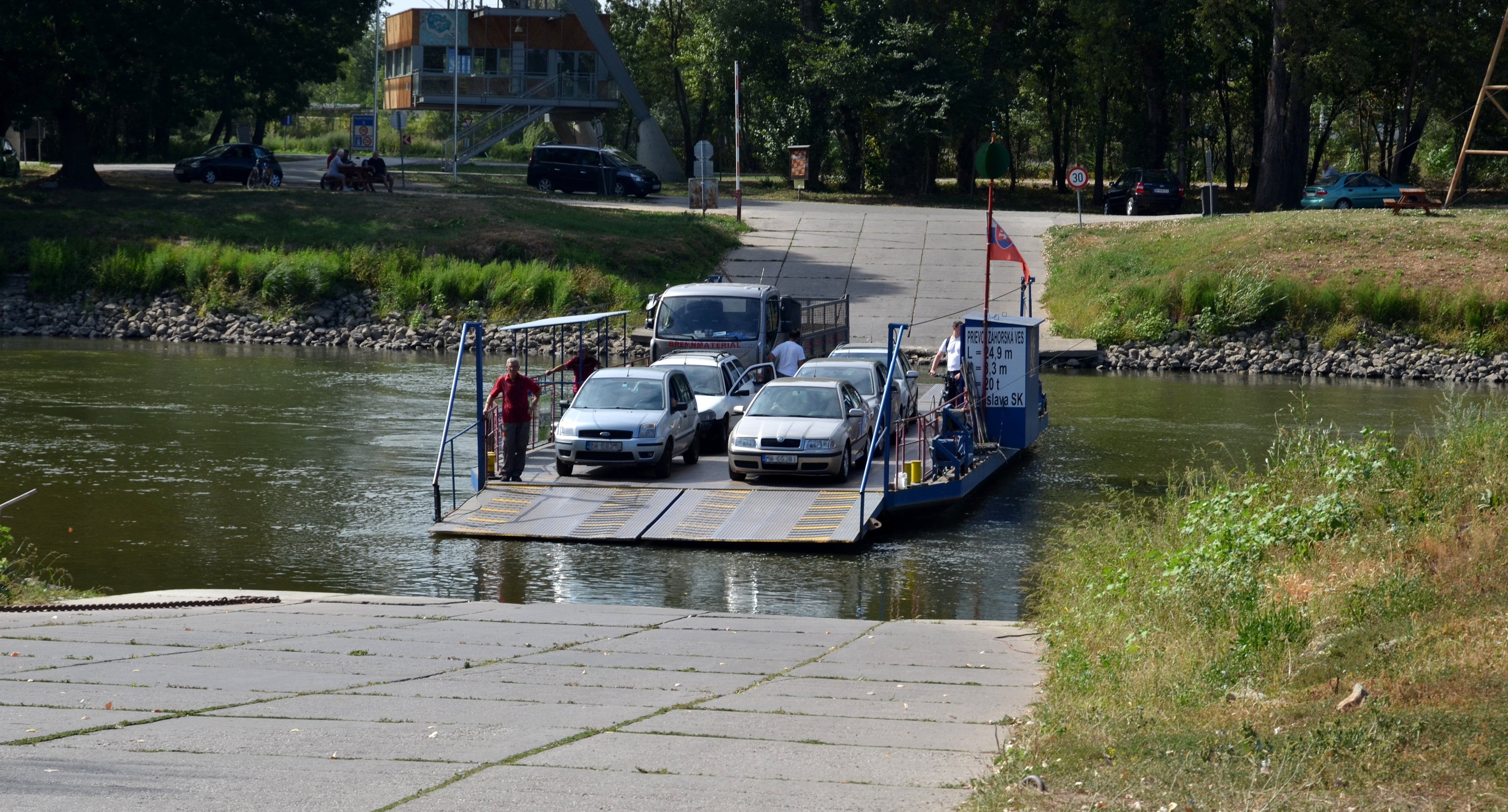
Autofähre mit Blick nach Westen, im Hintergrund die frühere österreichische Grenzstation, auf Stelzen gebaut
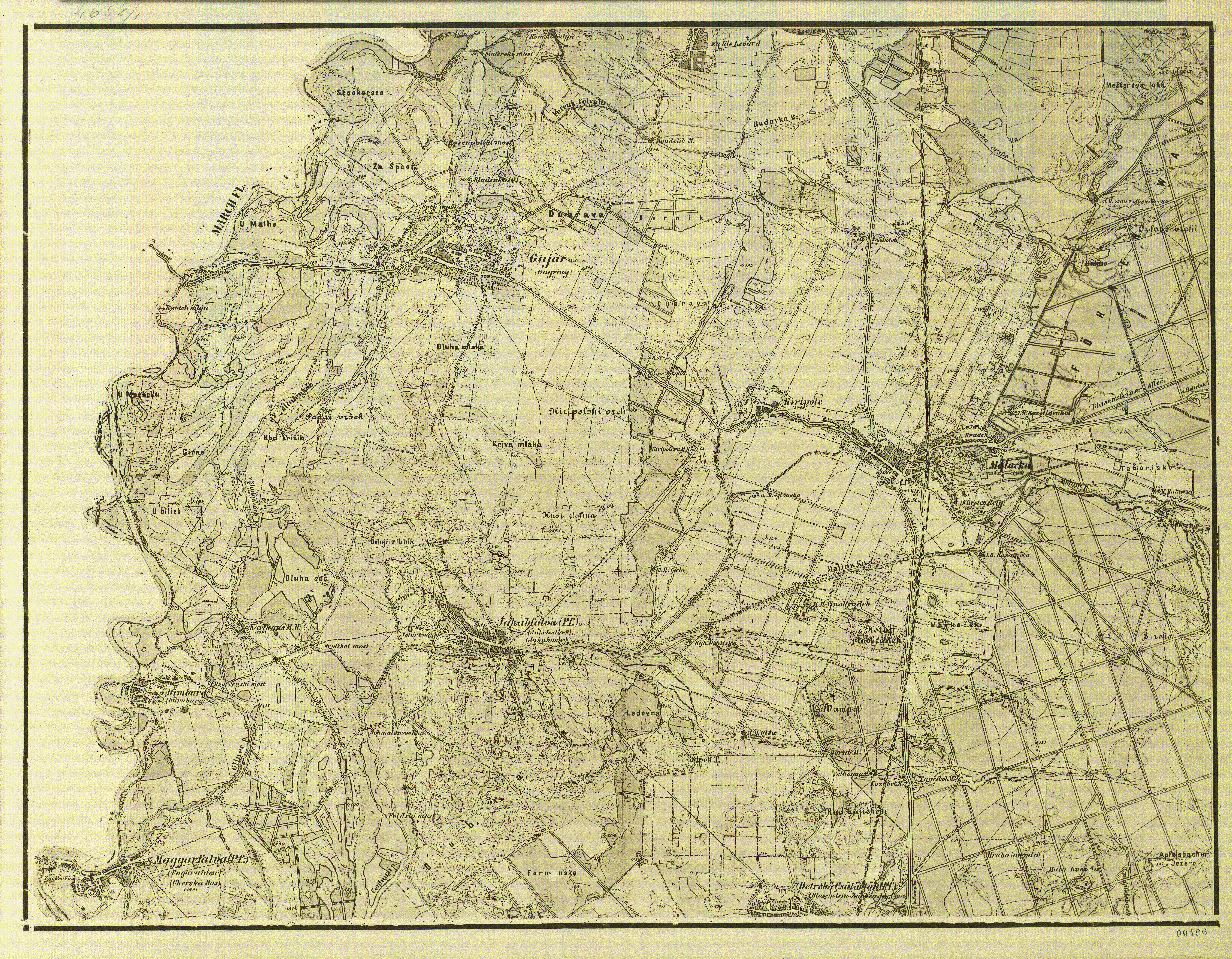
Das damalige Magyarfalva/Ungaraiden/Uherska Mas (unten links), um 1873 (Aufnahmeblatt der Landesaufnahme)

## Bevölkerung
| Jahr                | 1994 | 2004     | 2014     | 2024    |
| ------------------- | ---- | -------- | -------- | ------- |
| Anzahl der Personen | 1455 | 1625     | 1825     | 1882    |
| Unterschied         |      | +11,68 % | +12,30 % | +3,12 % |

| Jahr                | 2023 | 2024    |
| ------------------- | ---- | ------- |
| Anzahl der Personen | 1854 | 1882    |
| Unterschied         |      | +1,51 % |

## Persönlichkeiten
- Lucia Popp (1939–1993), Sopranistin